# Джош Лукас
Джош Лукас (на английски: Joshua Lucas Easy Dent Maurer, Джошуа Лукас Изи Дент Морър) е американски актьор.

## Биография
Роден е на 20 юни 1971 г. в Литъл Рок, Арканзас. Баща му е лекар, а майка му медицинска сестра. Има две сестри и един брат.
По време на раждането му семейството живее в индиански резерват. Семейството пътува непрекъснато, но най-накрая се установява в щата Вашингтон.
Джош завършва средно образование през 1989. Казва, че хората непрекъснато го бъркат с Матю Макконъхи.

## Избрана филмография
- Черният демон (2023)
- Вечна чистка (2021)
- Тайната на живота (2020)
- Пълно ускорение (2019)
- Марк Фелт: Човекът, който свали Белия дом (2017)
- Малки драми (2014)
- Опасна плячка (2012)
- Джей Едгар (2011)
- Адвокатът с Линкълна (2011)
- Червеното куче (2011)
- Такъв е животът (2010)
- Бленуваща нация (2010)
- Сенки и лъжи (2010)
- Посейдон (2006)
- Пътят към славата (2006)
- Неизживян живот (2005)
- Стелт (2005)
- Убийства на „Уондърленд авеню“ (2003)
- Хълк (2003)
- Красив ум (2001)
- Американски психар (2000)
- Баща похитител (1993)
- Живи (1993)